# Edouard Peisson
Edouard (Édouard) Peisson) (7. března 1896, Marseille – 2. září 1963, Ventabren, Bouches-du-Rhône) byl francouzský námořní důstojník a spisovatel, autor dobrodružných příběhů pro dospělé čtenáře i pro děti a mládež.

## Život
Peisson se narodil v jihofrancouzském přístavním městě Marseille. Otec byl novinářem a matka pocházela z rolnické rodiny. Moře jej zpočátku příliš nelákalo, teprve na gymnáziu se pod vlivem četby románů anglického spisovatele Josepha Conrada rozhodl, že se stane námořníkem. Přihlásil se na námořní školu a koncem roku 1914 absolvoval povinnou školní plavbu na lodi Madonna. Během první světové války však byla škola zavřena a Peisson sloužil jako radista na obchodních lodích, vozících zbraně a střelivo. Důstojnické a kapitánské zkoušky tak mohl složit až po skončení války.
Roku 1924 byl při reorganizaci francouzského loďstva propuštěn a musel pracovat jako úředník na marseillské prefektuře. Tato práce jej neuspokojovala a tak začal psát dobrodružné příběhy z námořního prostředí. Roku 1934 z úřadu odešel a věnoval se jen literatuře. Byl členem Skupiny francouzských proletářských spisovatelů (Groupe des écrivains prolétariens de langue française), kterou roku 1932 založil Henry Poulaille a která si kladla za úkol psát pro široké lidové masy a tomu přizpůsobit způsob své tvorby.
Do svých knih, kterých napsal téměř čtyřicet, vtělil svou lásku k moři. Při své tvorbě čerpal ze zkušeností, které získal na svých plavbách, na kterých důvěrně poznal život a mentalitu námořníků. Roku 1933 obdržel za svůj román Parti de Liverpool … (Vyplul z Liverpoolu …) cenu Francouzské akademie za nejlepší román od mladého spisovatele Prix Paul Flat, roku 1939 byl zvolen členem Marseillské akademie věd a umění a roku 1940 obdržel za svou knihu Le Voyage d'Edgar (Edgarova cesta) Velkou cenu Francouzské akademie za román (Grand prix du roman de l'Académie française).

## Dílo
- Ballero, capitaine (1929, Kapitán Ballero).
- Le Courrier de la mer Blanche (1929, Kurýr z Bílého moře).
- Hans le marin (1930, Námořník Hans), kriminální příběh.
- L'Étoile noire (1931, Černá hvězda).
- Parti de Liverpool... (1932, Vyplul z Liverpoolu …), dobrodružný román o plavbě nejmodernějšího anglického parníku z Liverpoolu do New Yorku, volné zpracování katastrofy Titaniku z roku 1912.
- Une femme (1932, Žena).
- Les Gens de mer (1934, Lidé od moře).
- Mer Baltique (1936, Na Baltickém moři).
- Le Pilote (1937, Kormidelník).
- Le Voyage d'Edgar (1938, Edgarova cesta), román, ve kterém se chlapec Edgar vydává de svým přítelem, senegalským kuchařem Samem, hledat svého otce.
- L'Aigle de mer (1941, Mořský orel).
- Jacques Cartier, navigateur (1944, Jacques Cartier, navigátor).
- Les Écumeurs (1946, Mořští lupiči).
- L'Anneau des mers (1946, Prsten moří).
- Les Démons de la haute mer (1948, Démoni širého moře).
- Les Rescapés du Névada (1950, Zachránění z Nevady).
- Le Garçon sauvage (1950, Divoký hoch).
- Capitaines de la route de New York (1953, Kapitáni z cesty do New Yorku).
- Le Sel de la mer (1954, Sůl moře).
- Dieu te juge! (1955, Soudit bude bůh).
- La route du pôle sud (1957, Cesta na jižní pól).
- Le Quart de Nuit (1960, Noční hlídka).
- Grampus (1962), název románu je starším pojmenováním pro kosatku dravou.
- Le cavalier nu (1963, Nahý jezdec).

## Filmové adaptace
- Hans le marin (1949, Námořník Hans), francouzský film, režie François Villiers.
- Le Garçon sauvage (1951, Divoký hoch), francouzský film, režie Jean Delannoy.

## Česká vydání
- Na Baltickém moři, Naše vojsko, Praha 1946, přeložil Jaroslav Poch.
- Vyplul z Liverpoolu ..., Albatros, Praha 1981, přeložil Jaroslav Fryčer.